# Igreja Saint-Pierre de Prades

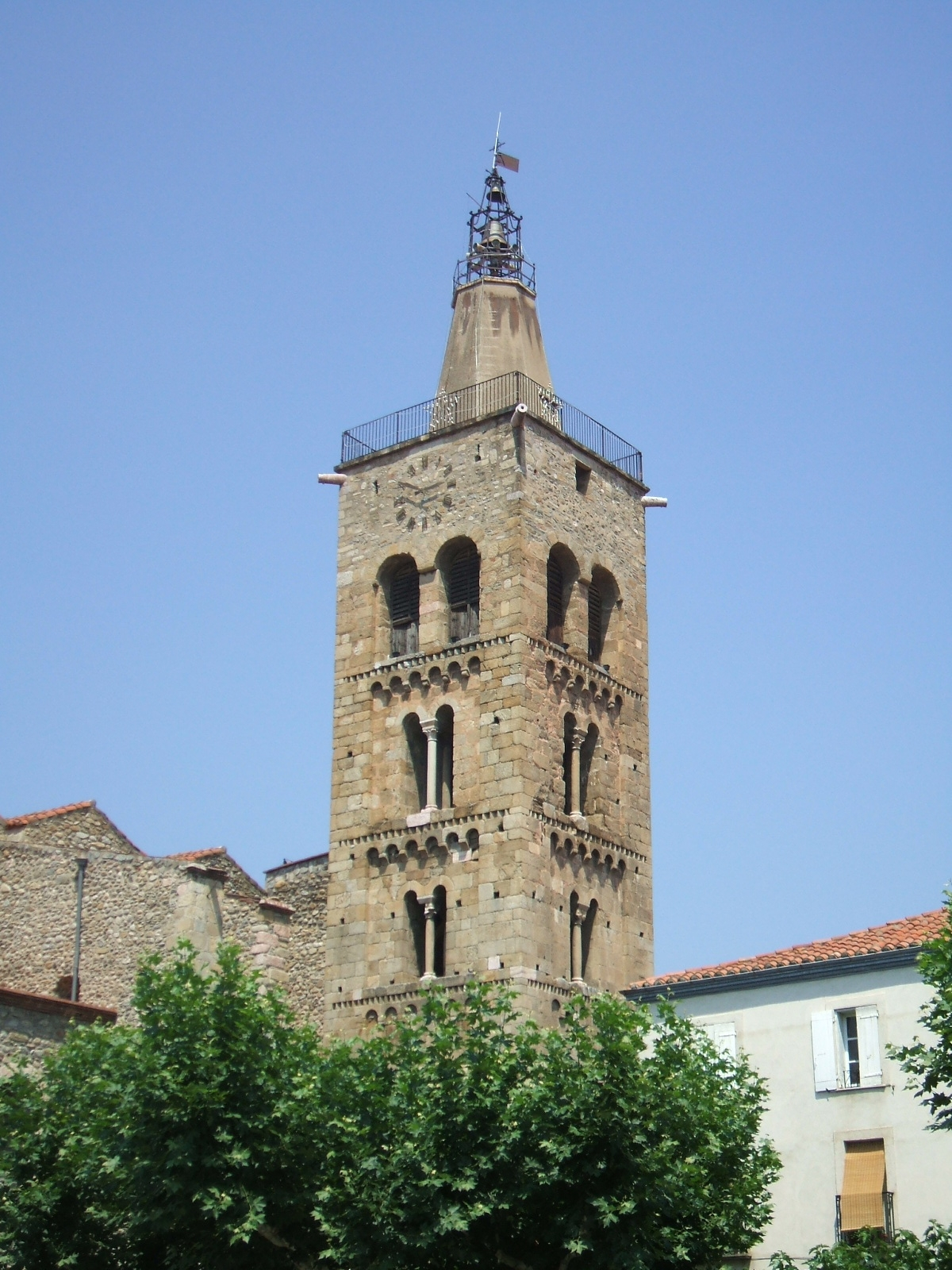
A igreja Saint-Pierre de Prades.

A igreja Saint-Pierre é uma igreja paroquial católica localizada em Prades, departamento Pirenéus orientais (região Languedoc-Roussillon), em França.
De origem romana, como atesta o sino, a igreja foi reconstruída nos séculos XVII e XVIII.